# Archidiecezja Portoviejo
Archidiecezja Portoviejo (łac. Archidioecesis Portus Veteris) – rzymskokatolicka archidiecezja w Ekwadorze. Została podniesiona do rangi archidiecezji w 1994 roku w miejsce istniejącej od 1870 roku diecezji Portoviejo.

## Ordynariusze

### Biskupi Portoviejo
- Luis Tola y Avilés 1871 – 1881
- Pedro Schumacher C.M. 1885 – 1900
- Juan María Riera O.P. 1907 – 1912
- Nicanor Carlos Gavinales Chamorro 1947 – 1967
- Luis Alfredo Carvajal Rosales 1967 – 1989
- José Mario Ruiz Navas 1989 – 1994

### Arcybiskupi Portoviejo

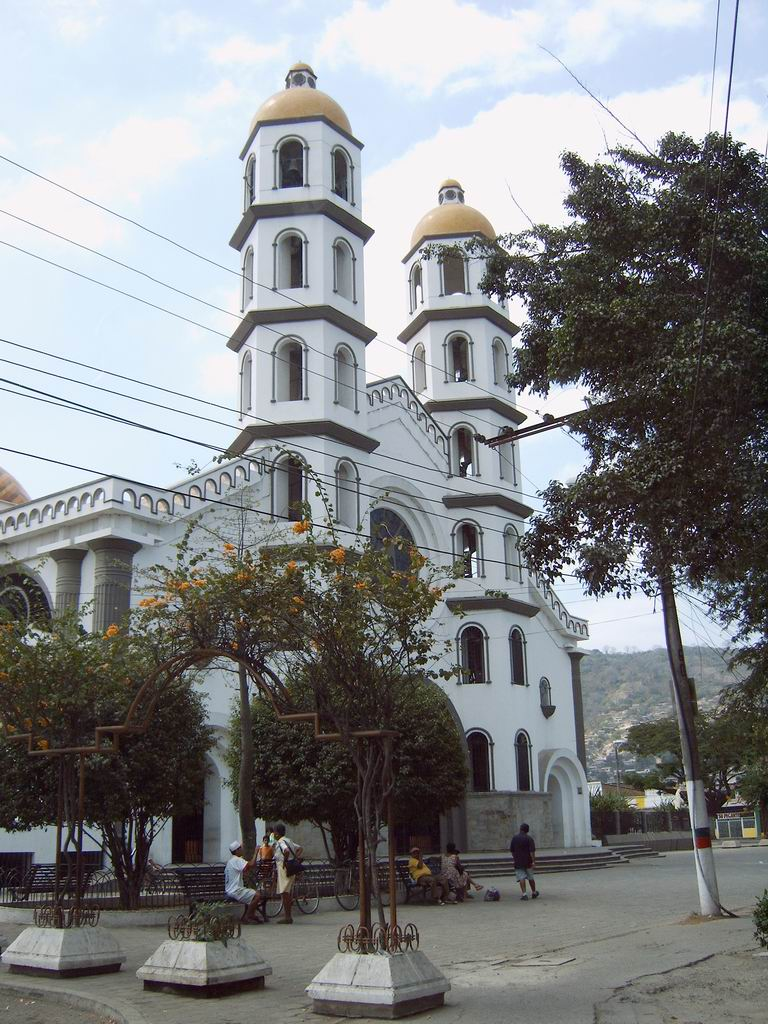
Katedra Jezusa Dobrego Pasterza w Portoviejo

- José Mario Ruiz Navas 1994 – 2007
- Lorenzo Voltolini 2007 – 2018
- Eduardo José Castillo Pino od 2019